# Daniel Kehlmann
Daniel Kehlmann (Múnich, 13 de enero de 1975) es un novelista y dramaturgo de lengua alemana, de nacionalidad austriaca y alemana.
Su novela Die Vermessung der Welt (traducida al español por Rosa Pilar Blanco como La medición del mundo, 2006) es el libro más vendido en lengua alemana desde que se publicó El perfume de Patrick Süskind en 1985. De manera irónica, trata sobre Alexander von Humboldt, uno de los naturalistas más conocidos del mundo de los siglos XVII y XIX, y la relación de Humboldt con el matemático Carl Friedrich Gauss. Según The New York Times, fue la segunda novela más vendida del mundo en 2006.
Todas sus novelas posteriores alcanzaron el puesto número uno en la lista de los libros más vendidos de Spiegel en Alemania y fueron traducidas al inglés. Colaboró con Jonathan Franzen y Paul Reitter en el libro de Franzen de 2013 The Kraus Project. La obra de Kehlmann The Mentor, traducida por Christopher Hampton, se estrenó en el Teatro Royal (Bath), en abril de 2017 protagonizada por F. Murray Abraham y se trasladó al West End de Londres en julio de 2017. En octubre de 2017, su obra Christmas Eve, también traducida por Christopher Hampton, se estrenó en el Theatre Royal. Su novela corta You Should Have Left (2016) fue adaptada en una película protagonizada por Kevin Bacon y Amanda Seyfried. La muy elogiada novela de Kehlmann, Tyll (2017), que vendió más de 600.000 copias solo en alemán y se publicó en los EE. UU. en febrero de 2020, actualmente está siendo adaptada en una serie de televisión para Netflix por los creadores de Dark. La novela fue preseleccionada para el Premio Booker Internacional 2020. La obra de teatro de Kehlmann Die Reise der Verlorenen fue adaptada para la radio de la BBC por Tom Stoppard bajo el título The Voyage of the St. Louis.

## Biografía
Kehlmann nació en Múnich, hijo del director de televisión Michael Kehlmann y de la actriz Dagmar Mettler.  Su familia se mudó a Viena, la ciudad natal de su padre, cuando Daniel tenía seis años. Sus abuelos paternos eran judíos y su padre estuvo en un campo de concentración durante la Segunda Guerra Mundial.  Kehlmann vive actualmente en Berlín; posee las nacionalidades alemana y austriaca.
En la universidad, estudió filosofía y literatura, antes de completar su doctorado con una tesis sobre el concepto Erhabene ("sublime") en las obras de Immanuel Kant.
Publicó su primera novela, La noche del ilusionista, cuando todavía estaba en la universidad, en 1997. En esa época estudiantil, escribió numerosas reseñas y ensayos; colaboró con: Süddeutsche Zeitung, Frankfurter Rundschau, Frankfurter Allgemeine Zeitung y Literaturen.
Su mayor éxito ha sido la novela La medición del mundo (publicada con el título Die Vermessung der Welt, en el 2005; traducida al español por Rosa Pilar Blanco), que  se convirtió en la más vendida en lengua alemana desde El perfume, de Patrick Süskind. La obra de Kehlmann en general, y en particular esta novela, están fuertemente influidas por el realismo mágico, y representan un marcado desplazamiento de las metas del Grupo de los 47. Fue galardonado con el premio Heimito von Doderer para novela.
Ha sido profesor en la Universidad Johannes Gutenberg, de Maguncia (2001, cátedra de poesía); en la Fachhochschule Wiesbaden (invierno del 2005/2006); en la de Gotinga (2006/2007); es miembro de la Academia de Ciencia y de Literatura de Maguncia.
Desde 2015, Kehlmann ocupa la Cátedra Eberhard Berent en la Universidad de Nueva York.
Entre 2016 y 2017 fue miembro del Centro Cullman para Escritores y Académicos de la Biblioteca Pública de Nueva York.
La novela Tyll fue preseleccionada para el Premio Booker Internacional.
Kehlmann también trabaja como guionista y escribió el guion de la película para televisión Das letzte Problem. Adaptó la novela de Thomas Mann Confesiones de Felix Krull Confidence Man para una próxima película.
Está casado y tiene un hijo.

## Obras
- Beerholms Vorstellung, 1997 — La noche del ilusionista, novela, trad.: Helena Cosano; Nocturna, 2015.
- Unter der Sonne, cuento, 1998.
- Mahlers Zeit, 1999, novela.
- Der fernste Ort, 2001, novela corta.
- Ich und Kaminski, 2003 — Yo y Kaminski, novela, trad.: Rosa Pilar Blanco; Acantilado, 2005.
- Die Vermessung der Welt, 2005 — La medición del mundo, novela, trad.: Rosa Pilar Blanco; Maeva, 2006.
- Wo ist Carlos Montúfar?, 2005, ensayo.
- Diese sehr ernsten Scherze, 2007.
- Ruhm. Ein Roman in neun Geschichten, 2009 — Fama. Una novela en nueve historias, trad.: Helena Cosano; Anagrama.
- F, 2013 — F, novela, trad.: Helena Cosano; Literatura Random House, 2015.
- Tyll, 2017 — Tyll, novela, trad.: Isabel García Adánez; Literatura Random House, 2019.

## Premios
- 1998, Förderpreis des Kulturkreises beim Bundesverband der Deutschen Industrie
- 2000, Stipendium des Literarischen Colloquiums in Berlin
- 2003, Förderpreis des Österreichischen Bundeskanzleramtes
- 2005, Candide Preis des Literarischen Vereins Minden
- 2005, Finalist für den Deutschen Buchpreis: Die Vermessung der Welt
- 2006, Premio Kleist.